# Geudham
Geudham is een bestuurslaag in het regentschap Aceh Tamiang van de provincie Atjeh, Indonesië. Geudham telt 334 inwoners (volkstelling 2010).